# Abramtsevo
 (mai 2017).

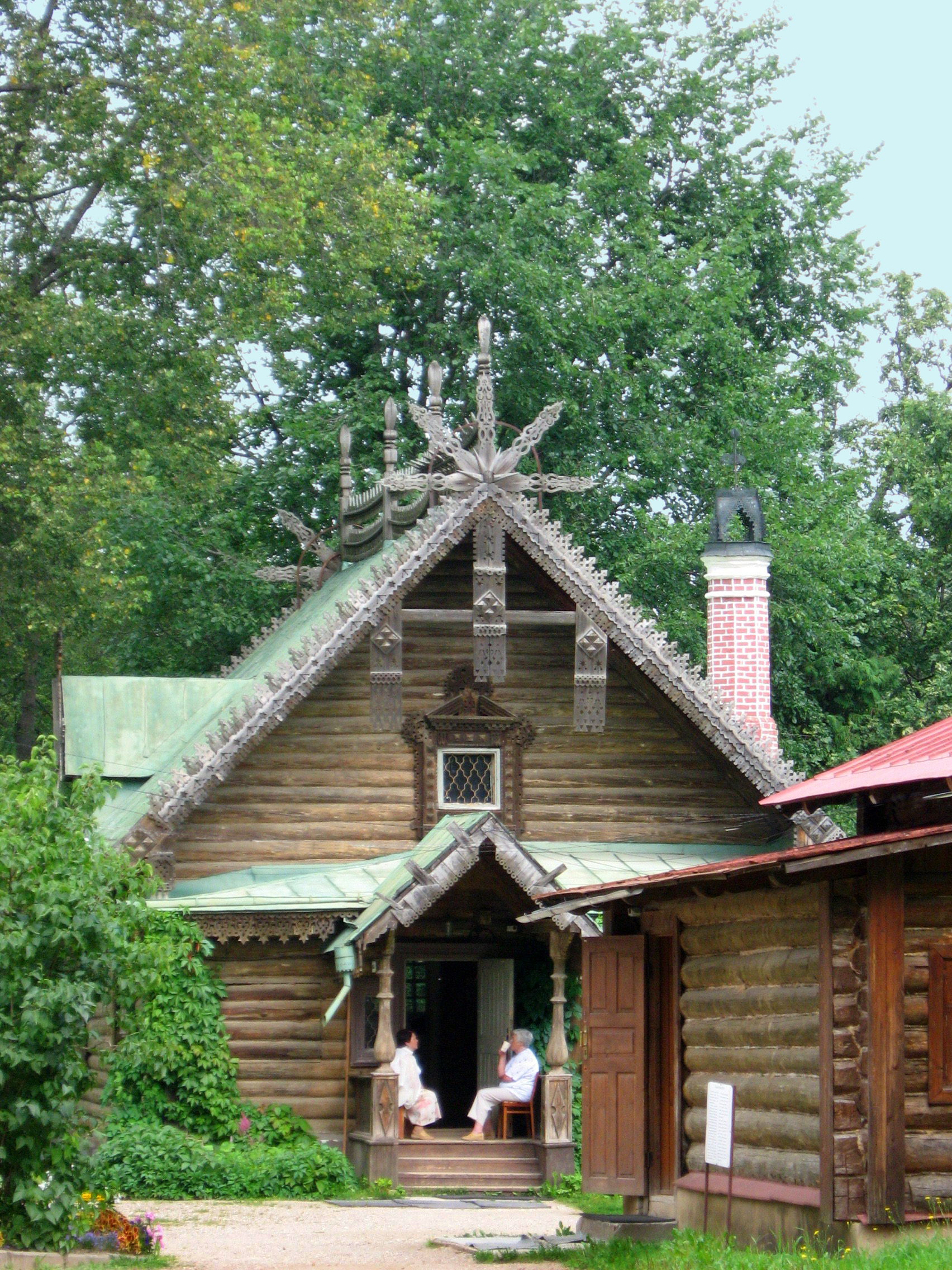
Une des maisons de bois d'Abramtsevo.

Abramtsevo est un domaine situé au nord de Moscou, non loin de Khotkovo, qui devint le centre du mouvement slavophile et de l'activité artistique dans la Russie du XIXe siècle.

## Historique

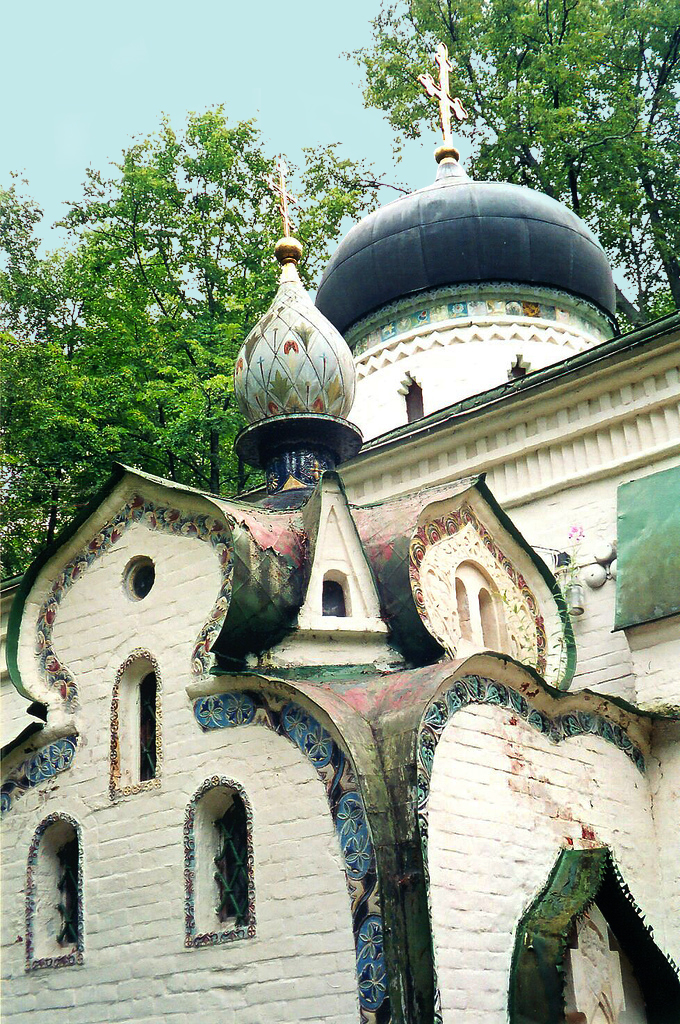
Détail de l'église d'Abramtsevo.

Le domaine appartenait à l'origine à l'écrivain Sergueï Aksakov, qui y invitait d'autres écrivains et des artistes tels que Nicolas Gogol. On y discutait du moyen de revenir à un art national dégagé des influences occidentales. En 1870, Abramtsevo fut acheté par Savva Mamontov, riche industriel et mécène dont la famille devait sa fortune à la construction des chemins de fer et aux pétroles de Bakou. 
Pendant les années 1870 et 1880, Abramtsevo fut une véritable colonie artistique et le centre de presque toute la vie artistique de la Russie de la fin du XIXe siècle. Cette colonie d'artistes, que l'on compare parfois à l'École de Pont-Aven en France, s'efforçait de retrouver l'esprit de l'art médiéval russe d'une manière qu'on peut rapprocher du mouvement Arts and Crafts en Grande-Bretagne. Plusieurs ateliers y produisaient des meubles, de la céramique, des soieries inspirées de thèmes et d'images de la Russie traditionnelle.
Savva Mamontov invita des artistes comme Ilia Répine, Fédor Chaliapine, Isaac Levitan, Elena et Vassili Polenov, Valentin Serov, Mikhaïl Vroubel, Viktor Vasnetsov, Mikhaïl Nesterov, Constantin Korovine, Mark Antokolski, Ivan Ropet. Polenov et Vasnetsov collaborèrent à la construction d'une église pittoresque, qui renferme une iconostase dorée œuvre de Répine et de Nesterov et des sculptures inspirées du folklore dues à Viktor Hartmann et Antokolski. Vers le début du XXe siècle, des pièces de théâtre ou des opéras prenant pour thème le folklore russe, tels que La Demoiselle des neiges de Rimski-Korsakov furent mis en scène à Abramtsevo par Constantin Stanislavski et d'autres, dans des décors signés de Vasnetsov, Vroubel, et d'autres artistes renommés.
Le domaine d'Abramtsevo est aujourd'hui ouvert au public. La maison principale est typique de l’architecture de la moyenne noblesse russe de la fin du XVIIIe siècle et Tchekhov s’en serait inspiré pour sa pièce La Cerisaie. Une partie de la maison est consacrée à l’ancien propriétaire Aksakov.
On y voit aussi une maison de bains en bois construite comme une habitation traditionnelle de l'ancienne Rus, et la « Maison sur des pattes de poule », habitation de la sorcière Baba Yaga, réalisation de Vasnetsov.